# Леди на один день
«Леди на один день» (англ. Lady for a Day) — комедия с элементами мелодрамы 1933 года режиссёра Фрэнка Капры. В 1961 году Капра снял ремейк этого фильма в цвете под названием «Пригоршня чудес».

## Сюжет
Фильм рассказывает историю старой уличной торговки по прозвищу Яблочная Энни. Она живёт очень бедно и зарабатывает тем, что продаёт яблоки по вечерам, один из её постоянных клиентов это гангстер Дэйв «Хлыщ», который покупает у неё яблоко перед каждым рискованным шагом в делах или азартных играх. Также Энни периодически ходит к отелю Марберри, где Оскар, один из служащих отеля, продаёт ей писчую бумагу с гербом отеля и порой забирает письма, приходящие на адрес отеля, на имя И. Вортингтон Менвилл. На этих листах она пишет письма к своей дочери Луизе в Испанию, рассказывая о себе как о богатой светской даме. На следующее утро Энни отправилась в отель, чтобы забрать письмо от дочери, но Оскара уволили за нарушение должностных инструкций, тогда Энни бежит к портье и умоляет отдать ей это письмо, которое уже собирались отослать назад отправителю, но Энни успевает завладеть письмом. В нём Луиза сообщает, что планирует приехать в Нью-Йорк со своим женихом Карлосом и будущим свекром — графом Ромеро — для того, чтобы познакомиться перед свадьбой.
Яблочная Энни впадает в отчаянье от страха, что её обман раскроется, и запирается у себя дома. В это время Дэйв «Хлыщ» готовится заключить важную сделку и поэтому желает купить яблоко. Он нашёл Энни у неё дома, купил яблоко и попутно узнал о её проблеме. Из чувства обязательства Дэйв решил устроить достойную встречу Энни с дочерью. Он занимает номер в отеле Марберри у своего друга Родни Кента, который отсутствует в Нью-Йорке. Певица Миссури Мартин вместе со своей гримерной группой приводят внешний вид Энни в надлежащий вид. На роль мистера Менвилла, отчима Луизы, берут судью Генри Блейка, который зарабатывает себе на жизнь игрой в бильярд.
После встречи корабля из Европы гангстеры из банды Хлыща вынуждены ограничить свободу троих репортёров, которые интересовались приездом графа Ромера. За расследование этих пропаж всерьёз взялась полиция. Из-за этого чуть не сорвался приём в честь свадьбы Луизы и Карлоса. Дело в том, что все именитые гости, которыми притворялись многочисленные знакомые «Хлыща» Дэйва, были окружены полицией и не могли попасть на приём вовремя. Дэйв приехал в участок и обратился к начальнику полиции с просьбой снять слежку. Начальник полиции запросил инструкций от мэра, и вышло так, что мэр и все его гости, в том числе губернатор, поехали на приём к Яблочной Энни.

## В ролях
| Актёр          | Роль                                  |
| -------------- | ------------------------------------- |
| Мэй Робсон     | Яблочная Энни / И. Уортингтон Менвилл |
| Уоррен Уильям  | Дэйв «Хлыщ»                           |
| Джин Паркер    | Луиза                                 |
| Гай Кибби      | судья Генри Блейк                     |
| Гленда Фаррелл | Миссури Мартин                        |
| Нед Спаркс     | Хэппи                                 |
| Ирвинг Бейкон  | бильярдист (в титрах не указан)       |

## Сценарий
Сценарий фильма создан по рассказу Дэмьена Рениона «Мадам ла Жимп» (англ. Madame La Gimp). Виктор Шкловский в отношении сценарного дела американского кинематографа писал, что он представляет собой умелую обработку и адаптирование «самых разнообразных явлений мировой литературы к уровню вредной пошлости» и указывал, что настоящей литературной основой фильма является повесть «Монарх» французского писателя Пьера Милля (1864—1941), однако их сюжеты значительно отличаются. В книге французского писателя попрошайка, которого прозвали «Монарх», женится на обеспеченной женщине, которая получает материальную помощь от своих родственников. Он признаётся жене, что он бедняк и они решают обмануть её родственников, которые приезжают в тот городок в Южной Франции, где он живёт попрошайничеством и пользуется популярностью. Горожане решают ему помочь и уступают на время лучший дом. Гостей встречают с южным радушием и гостеприимством, устраивается целый праздник города. Родственники очарованы, поздравляют жену Монарха и заявляют, что теперь они не будут ей помогать, потому что она богаче их. По мнению Шкловского, эта ироническая концовка, переворачивает весь смысл произведения, и она отсутствует в сценарии Роберта Рискина, которого советский киновед называет одним «из лучших американских сценаристов»: «Развязке мешает закон счастливого конца. Сценаристу надо показать добрую счастливую Америку. Ту страну, которой нет. Он рассказывает целлулоидные сказки. Всё это— сентиментальное превращение темы „король на час“. Старый сюжет умирает от сахарной болезни».

## Награды
В 1934 году фильм был представлен на премию «Оскар» в четырёх номинациях:
- Лучший фильм
- Лучшая режиссура
- Лучшая женская роль
- Лучший сценарий